# John Phillips
För andra betydelser, se John Phillips (olika betydelser).
John Edmund Andrew Phillips, född 30 augusti 1935 i Parris Island i Beaufort County, South Carolina, död 18 mars 2001 i Los Angeles, Kalifornien, var en amerikansk musiker och kompositör. Han var medlem av folk-rockgruppen The Journeymen 1961–1962 och centralfigur i gruppen The Mamas & the Papas 1965–1971.
Inspirerad av vokalgruppen The Four Freshmen bildade Phillips The Journeymen tillsammans med Scott McKenzie och Dick Weissman. Efter att Phillips gift sig med Michelle Gilliam 1962 blev också hon medlem av gruppen. The Journeymen släppte totalt tre album innan den upplöstes 1962.
The Journeymen ombildades dock inte långt senare som The New Journeymen. I den gruppen ingick John och Michelle Phillips samt banjospelaren Marshall Brickman. När Brickman lämnade gruppen ersattes han av Denny Doherty (tidigare i The Halifax Tree) och senare anslöt Cass Elliot (tidigare i The Big Three och The Mugwumps). I oktober 1965 bytte gruppen namn till The Mamas & the Papas. Phillips var gruppens huvudsakliga låtskrivare och musiken var inspirerad av bland andra The Beatles, men med ett eget sound som byggde på starka sångarrangemang. Gruppen hade tio stycken topp-40-placeringar på den amerikanska billboard-listan mellan åren 1966 och 1968.
Phillips var en av organisatörerna bakom Monterey Pop Festival 1967 där gruppen också framträdde. Där framfördes också Phillips låt "San Francisco (Be Sure to Wear Some Flowers in Your Hair)" av Scott McKenzie, vilken blev något av en signatur för hela Flower power-sommaren 1967. 
År 1970 gav Phillips ut soloalbumet John Phillips (John, the Wolf King of L.A.) som dock bara nådde amerikanska albumlistans 181:a plats. Singeln "Mississippi" var dock en hyfsad framgång med en 32:a plats. Efter det var det tyst om Phillips under många år, bland annat orsakat av långvarigt heroinmissbruk.
Han återbildade The Mamas and the Papas som ett liveband 1982 tillsammans med Doherty och sin dotter MacKenzie Phillips samt Spanky McFarlane.
År 1986 publicerade han sin självbiografi betitlad Papa John.
Tillsammans med Scott McKenzie skrev han låten "Kokomo" som spelades in av The Beach Boys och som toppade Billboard-listan i november 1988.
När Phillips dog av en hjärtattack i mars 2001 hade han två färdiga album för utgivning. Först gavs albumet Pay Pack & Follow ut, som i huvudsak är inspelad i mitten av 1970-talet och på vilken Mick Jagger och Keith Richards medverkar. I augusti 2001 kom det nyinspelade albumet Phillips 66 (titeln anspelar på hur gammal Phillips skulle ha varit om han hade levat när skivan gavs ut). Albumet, som blandar olika musikstilar på ett föredömligt sätt, avslöjar en åldrad artist som förlorat det mesta av sin röst, men som ändå hade kvar förmågan att skriva bra låtar.
John och Michelle Phillips dotter Chynna Phillips är med i trion Wilson Phillips.

## Diskografi
- John Phillips (John, the Wolf King of L.A.) (1970)
- Brewster McCloud (1970) (soundtrack)
- Myra Breckinridge (1970) (soundtrack)
- Pay Pack & Follow (2001)
- Phillips 66 (2001)